# درع المركبة

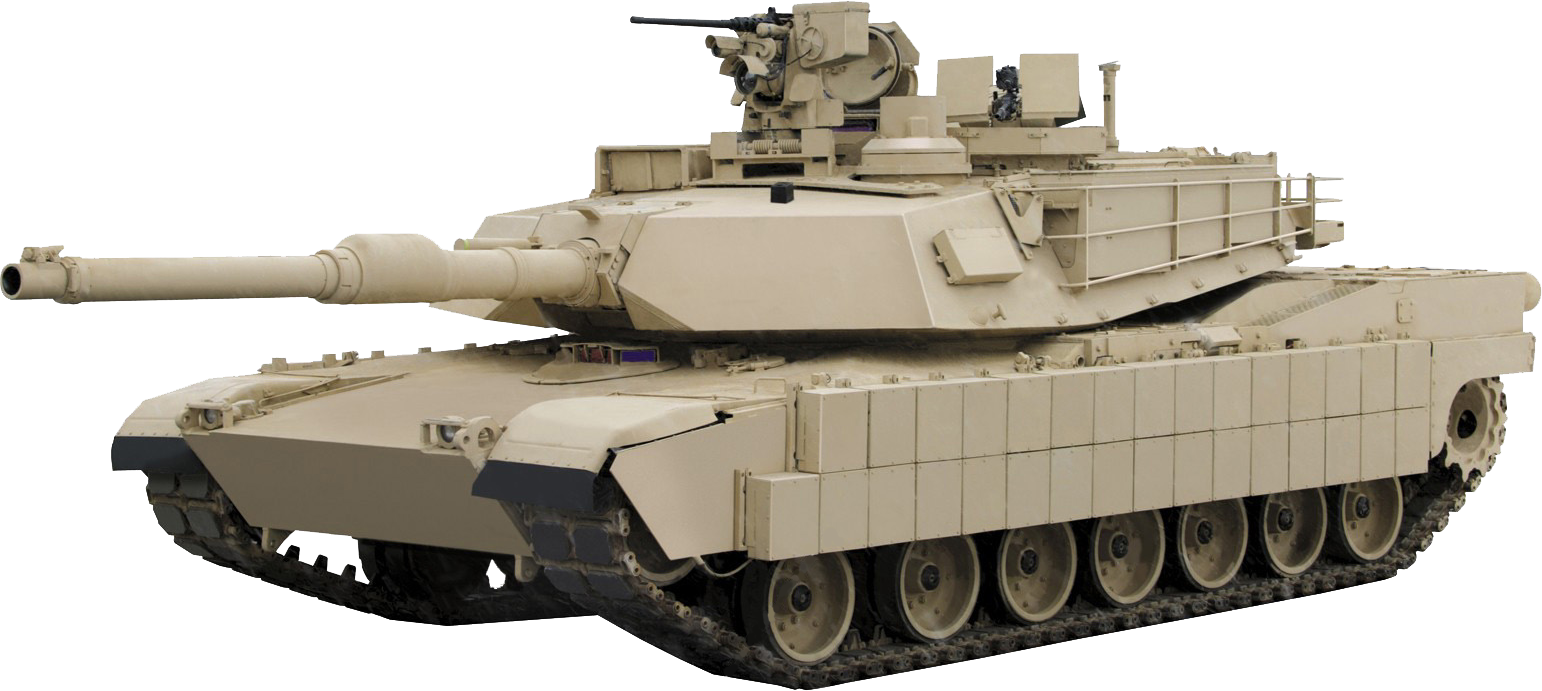
دبابة القوات البرية الأمريكية إم1 أبرامز مجهزة بدرع مركب ودرع ردي ودرع شريحي.

تكتسي المركبات العسكرية بدروع لحمايتها من الشظايا والرصاص والقذائف والصواريخ الموجهة لحماية المركبة والطاقم العامل بداخلها, وينطبق هذا الأمر كذلك على المركبات الجوية والبحرية والسيارات وخاصة سيارات نقل الأموال. ويستعمل لتدريع المركبات عديد المواد مثل التيتانوم والحديد والألمونيوم والصلب واليورانيوم وكذلك الزجاج وحتى اللدائن. وتتمايز هذه المواد في خفتها وكفائتها واستدامتها وتكلفتها.